# Fantomele din Spessart
Fantomele din Spessart (titlul original: în germană Das Spukschloß im Spessart) este un film de comedie vest-german, realizat în 1960 de regizorul Kurt Hoffmann. Ca și în filmul anterior Hanul din Spessart, în rolul principal este Liselotte Pulver iar partenerul acesteia este Heinz Baumann.

## Rezumat
Tâlharilor din Spessart le merge rău. Au fost înzidiți de vii în subsolul hanului din Spessart. În Republica Federală Germania, în perioada miracolului economic, hanul în ruină va fi demolat pentru că urmează să fie construită o autostradă prin Spessart. In mod ironic, chiar pe locul fostei taverne se construiește o nouă „tavernă pentru călători”, „Spessart”, zona de parcare a autostrăzii. Fantomele tâlharilor reușesc să scape. Ele caută refugiu într-un castel din apropiere unde locuiește tânăra contesă Charlotte von Sandau. Spiritele lor nu pot fi răscumpărate până când fiecare dintre ele nu a făcut o faptă bună.
Situația financiară a castelului este dezolantă, iar Contesa Charlotte este în pragul falimentului. În această situație, apare consilierul suprem de conducere, von Teckel, un descendent al maiorului de poliție von Teckel, care i-a capturat cândva pe tâlhari. El propune contesei, în virtutea biroului său din Bonn, să găzduiască un oaspete de stat străin în castel, prințul Kalaka din Celebresia. În același timp, fiul unui constructor care vrea să transforme castelul într-un hotel de lux, spionează prin castel.
Când fantomele fură bijuteriile princiare, Contesa Charlotte este arestată ca hoț, iar fantomele trebuie să convingă autoritățile de existența lor pentru a o elibera. Ei reușesc și în cele din urmă, fantomele o ajută pe Charlotte să iasă din impasul financiar participând la cursa către Lună pentru o taxă generoasă, ca astronaută în echipa americană împotriva echipei sovietice.

## Distribuție
- Liselotte Pulver – Contesa Charlotte
- Heinz Baumann – Martin Hartog
- Hanne Wieder – fantoma Katrin
- Elsa Wagner – tanti Yvonne
- Herbert Hübner – Hartog
- Ernst Waldow – unchiul Hans Theodor
- Hubert von Meyerinck – consilierul suprem de conducere
- Hans Clarin – prințul Kalaka
- Paul Esser – fantoma Toni
- Hans Richter – fantoma Jockel
- Curt Bois – fantoma Hugo
- Georg Thomalla – fantoma unchiului Max
- Ernst Brasch – un detectiv
- Rolf Boysen – un oficial guvernamental american

## Producția
Filmările au avut loc în perioada iunie până la sfârșitul lunii septembrie 1960. Secvențle interioare au fost realizate în Studioul Bavaria din München-Geiselgasteig, iar cele exterioare în Miltenberg (piața, podul vechi de piatră peste Mud), Aschaffenburg, Bonn, München și San Remo. Datorită aspectului său pitoresc, Castelul Oelber din Oelber pe potecile albe din Saxonia Inferioară a servit drept fundal pentru castelul din film.

## Premii
- 1961 Premiul Preis der deutschen Filmkritik lui:
  - Kurt Hoffmann (cea mai bună regie);
  - Günther Anders (cea mai bună imagine);
  - Hubert von Meyerinck (cel mai bun actor într-un rol secundar);
- 1961 Festivalul de Film de la Moscova – Medalia de Argint pentru cea mai bună comedie;[2]
- 1961 Festivalul de Film de la Karlovy Vary – Premiul național al Juriului lui Kurt Hoffmann (regie), Günter Neumann und Heinz Pauck (scenariu);
- 1961 Bambi pentru cel mai valoros film german din punct de vedere artistic și cel mai de succes film german din punct de vedere comercial în 1961.